# Протасов, Пётр Степанович
Пётр Степа́нович Прота́сов (1 июля 1730, Степановское, Малоархангельский уезд, Орловская губерния, Российская империя — 19 июля 1794) — генерал-поручик, сенатор, родной брат любимицы Екатерины II, камер-фрейлины графини Анны Степановны Протасовой.

## Биография
Родился 1 июля 1730 года в село Степановское Малоархангельского уезда. Сын сенатора, тайного советника Степана Фёдоровича Протасова (1703—1767) от его первого брака, кто была его первая жена, неизвестно. Мачеха, вторая жена отца, Анисья Никитична Орлова (1721—1775), приходилась двоюродной сестрой братьям Орловым.
30 января 1736 года был записан в службу и шестилетним мальчиком, участвовал, как значится в его послужном списке, в командах и посылках во время похода против восставших башкирцев. 18 января 1737 года произведен был в прапорщики и затем участвовал, находясь, вероятно, при отце, в Турецкой войне и состоял в особой «знатной» команде и конвое при посольской персидской свите в Персию к русской границе. 28 мая 1739 года Протасов был произведен уже в капитаны, а 17 апреля 1763 года получил чин полковника.
В 1767 году Протасов выбран был депутатом от Мценского уезда в Екатерининскую Комиссию о сочинении Нового Уложения. Участвуя с 10 июля по 9 октября 1768 года в заседаниях Комиссии по разбору проекта прав благородных, он присоединился к мнению о вреде для России освобождения крестьян, и когда, при обсуждении порядка рассмотрения проекта, мнения депутатов резко разделились, присоединился к мнению депутата князя Вяземского, предлагавшего, предварительно обсуждения, просить Императрицу об учинении разбора дворянам, каковым и руководствоваться при рассмотрении проекта.
В 1768 году в чине бригадира Протасов командовал Московским карабинерным полком. В 1769 году он находился у прикрытия батареи под Хотином (19 апреля) и был в сражении там же против подступавшего к Хотину неприятельского подкрепления (21 апреля). 20 июня 1769 года уволенный тем же чином от службы по болезни, Протасов 26 сентября 1778 года был назначен исправлять должность (в которой затем был утвержден) правителя Новгородского наместничества, где прослужил до 28 июня 1782 года, будучи 5 мая 1779 года произведен в генерал-майоры.
С 1782 года по 22 сентября 1792 года состоял правителем Калужского наместничества и в 1785 году был награждён орденом Св. Владимира 2 ст. В 1786 году произведен в генерал-поручики, а 22 сентября 1792 года назначен сенатором для присутствования в 6-м департаменте Сената. Скончался 19 июля 1794 года в возрасте 64-х лет.

## Семья
Был женат на своей дальней родственнице Александре (Анне) Ивановне Протасовой (1750—06.09.1782), дочери статского советника И. Я. Протасова (1721—1778) и Александры Александровны Юшковой; родной сестре писательницы А. И. Плещеевой и первой жены Н. М. Карамзина. Имел пять дочерей, которые после смерти матери жили со своей теткой А. С. Протасовой во дворце. Получили прекрасное образование и были назначены фрейлинами. Три младшие дочери были возведены 17 сентября 1801 года Александром I за заслуги тетки в графское достоинство.
- Александра Петровна (1774—1842), в замужестве за князем Алексеем Андреевичем Голицыным.
- Екатерина Петровна (1776—1859), в замужестве за графом Фёдором Ростопчиным, при жизни Екатерины пользовался покровительством тетушки.
- Вера Петровна (1780—1814), в замужестве за Иларионом Васильевичем Васильчиковым, впоследствии князем.
- Анна Петровна (1784—1869), за графом Варфоломеем Васильевичем Толстым (ум.1838).
- Варвара Петровна (178. —1852), умерла девицей.

- Александра Ивановна, 
жена
- Александра Петровна, 
дочь
- Екатерина Петровна, 
дочь
- Анна Петровна, 
дочь
- Вера Петровна, 
дочь